# 3283 Скоріна
3283 Скоріна (3283 Skorina) — астероїд головного поясу, відкритий 27 серпня 1979 року.
Тіссеранів параметр щодо Юпітера — 3,512.